# لیلیانا گارسیا
لیلیانا گارسیا سوسا (متولد ۱۷ اکتبر ۱۹۵۷) یک هنرپیشه اهل شیلی - اروگوئه است که سابقه درخشانی در سینما، تئاتر و تلویزیون در شیلی و اروگوئه دارد. او از زمان اولین دولت تاباره وازکز، همکار فرهنگی افتخاری سفارت اروگوئه در شیلی بوده‌است.
در سال ۱۹۸۷، سالی که گارسیا به شیلی نقل مکان کرد، فعالیت تئاتری خود را ادامه داد (در شیلی در نمایش‌هایی به کارگردانی دلفینا گوزمان، پیت بروکس، لیلیانا راس، متئو ایریبارن، کریستین کامپوس و رودریگو مونوز و … بازی کرد) و شروع به توسعه حرفه ای برجسته تلویزیونی و سینمایی کرد. لیلیانا در اروگوئه متولد شد، جایی که در فیلم‌های کوتاه سینماتک اروگوئه با کارگردانانی مانند خوان کارلوس رودریگز کاسترو همکاری داشت. او در شیلی در دوازده فیلم به کارگردانی رائول روئیز (فرانسه)، گونزالو جاستینیانو (شیلی)، استبان شرودر (اروگوئه)، سباستین للیو (شیلی)، و دیگران ظاهر شد. او در تلویزیون، بین سال‌های ۱۹۸۸ تا ۲۰۱۲ روی بیش از ۵۰ اثر داستانی، در کانال‌های شیلیایی کار کرد.